# Конюхи (Тернопільський район)
Коню́хи — село в Україні, у  Козівській селищній громаді Тернопільського району Тернопільської області. Розташоване на річках Корса і Конюхи, на північному заході району. До 2020 - адміністративний центр сільради, якій були підпорядковані села Заберізки й Залісся.

## Назва
Назва села, ймовірно, походить від виду селянських робіт «в хосен» (хо́сен = хі́сна — користь, вигода) на засновника села, який займався конярством. До сільських робіт належала служба нагляду над кінськими табунами на королівських чи панських землях. Було чотири роди тієї служби: конюхи — доглядали робочих коней, стадні — наглядали над кіньми, якими селяни обробляли власні поля, але коні належали панові; конокормці — селяни мали прогодовувати панські коні; кобильники — наглядали над табунами.

## Географія
Село розташоване на межі Поділля і Опілля.

## Історія
Конюхи найстаріше село відоме ще передкняжих часів з VI cт (П. Олійник «Зошити»). Перша писемна згадка — 1440 як містечко, котре виникло на місці княжого Хорсина (Хорсіва). В честь українського бога Хорса.
1530 Конюхи — власність С. Вендлінського, який збудував тут замок. 1586 Конюхи згадані в «Поморянській хроніці» у зв'язку з так званою «конюхівською авантюрою», коли С. Вендлінський вчинив збройний напад на села Ходовчик та Хоробрів; у бою брали участь озброєні конюхівські жінки.
Після цієї події Конюхи — власність А. Сенявського.
1626 року внаслідок нападу татар містечко було зруйноване на 56 %. 1770 село — власність А. Любомирської, згодом Потоцьких.
За часів Австро-Угорської імперії — центр округи. У середині ХІХ ст. громада Конюхи мала власну символіку: печатку з зображенням двох селян, один з яких несе на плечі граблі, а другий — косу (примірник такої печатки, датований 1861 р., зберігся в геральдичній колекції відомого львівського краєзнавця А.Шнайдера).
1 липня 1917 року під Конюхами російська армія прорвала австро-угорський фронті і захопила село. Раптова поява противника у районі розташування Українського Леґіону, який стояв позаду позиції у резерві, стало цілковитою несподіванкою для його командування. Місце постою Леґіону у яру було оточене ворогом і УСС зазнали суттєвих втрат (понад 50% особового складу), загинуло 17 старшин із 26-и, в тому числі комендант полку Франц Кікаль. Від полону врятувалися лише підрозділи, що перебували на інших ділянках фронту - лише 9 старшин і 444  стрільці. Вцілілі підрозділи австрійське командування перевело назад до села Куропатники. Завдяки німецьким дивізіям конюхинський фронт було за один день стабілізовано і ворог далі села пробитися вже не зміг.
Діяли «Просвіта», «Рідна школа», «Сільський господар» й інші українські товариства й організації.
12 червня 2020 року, відповідно до розпорядження Кабінету Міністрів України № 724-р «Про визначення адміністративних центрів та затвердження територій територіальних громад Тернопільської області» увійшло до складу Козівської селищної громади.
19 липня 2020 року, в результаті адміністративно-територіальної реформи та ліквідації Козівського району, село увійшло до складу Тернопільського району.

## Населення
Населення села в минулому:
| Рік  | Число осіб | Українців греко-католиків | Поляків та римо-католиків | Польських колоністів | Євреїв |
| ---- | ---------- | ------------------------- | ------------------------- | -------------------- | ------ |
| 1900 | 3103       | 2658                      | 287                       | 0                    | 137    |
| 1939 | ▲ 4470     | ▲ 3770                    | ▲ 320                     | 30                   | ▼ 30   |

У 2001 році в селі проживало 2600 осіб.

### Мова
За даними перепису населення 2001 року мовний склад населення села був таким:
| Мова       | Число ос. | Відсоток |
| ---------- | --------- | -------- |
| українська |           | 99,92    |
| російська  |           | 0,04     |
| молдовська |           | 0,04     |

Місцева говірка належить до наддністрянського говору південно-західного наріччя української мови.

## Релігія
- церква Зіслання Святого Духа (1607, дерев'яна; 2010, кам'яна, УГКЦ),
- церква Успіння Пресвятої Богородиці (1770, мурована, УГКЦ),
- чотири каплиці.

## Пам'ятки
Насипано братську могилу 143 воїнів РА, які загинули при звільненні села (1967), могили УСС, членів ОУН, вояків УПА, встановлено пам'ятні хрести на честь скасування панщини та проголошення незалежності України (1993).
Скульптура Ісуса Христа
Щойновиявлена пам'ятка монументального мистецтва. Розташована біля церкви Зіслання святого Духа.
Скульптор — І. Березін (Львів), виготовлена із металу та граніту (встановлена 2000-х рр.).
Скульптура — 1,8 м, постамент — 1х2х1,5 м, площа — 0,0003 га.

## Соціальна сфера
Працюють загальноосвітня школа І-ІІІ та І-ІІ ступенів, клуб, бібліотека, відділення зв'язку, торговельні заклади, є народний аматорський хор «Корса».

## Відомі люди

### Народилися
- громадсько-політичний та релігійний діяч Р. Крупка,
- письменник, військовик О. Морозінський
- Бойко Іван Миколайович (1919—2016) — представник української громади Бразилії, відзначений медаллю «25 років незалежності України».
- Когут Богдан Йосипович — письменник
- о.Павло Когут — митрофорний протоієрей УГКЦ
- Новоринський Василь Михайлович — громадсько-політичний діяч
- Рак Петро —командир сотнень «Буйні» та «Холодноярці» ВО-3 «Лисоня».

### Проживали чи проживають
- письменник, етнограф о. Ксенофонт Сосенко[10],
- письменник, доктор права і суспільних наук Петро Сосенко
- навчалася літераторка О. Лихолат
- поет-пісняр, художник і громадський діяч Йосип Мартинюк

### Загинули
- Михайло Заяць (28.09.1921—3.12.1952) — вояк УПА, охоронець Головного Командира Української Повстанської Армії Романа Шухевича.
- Роман Камінський ( ?—1.07.1917) — командир відділу кінноти Легіону Українських Січових Стрільців (УСС), поручник австро-угорської армії[11].
- Франц Кікаль ( ?—1.07.1917) — командант Легіону Українських Січових Стрільців. Був єдиним командантом-іноземцем у Леґіоні.

## Галерея

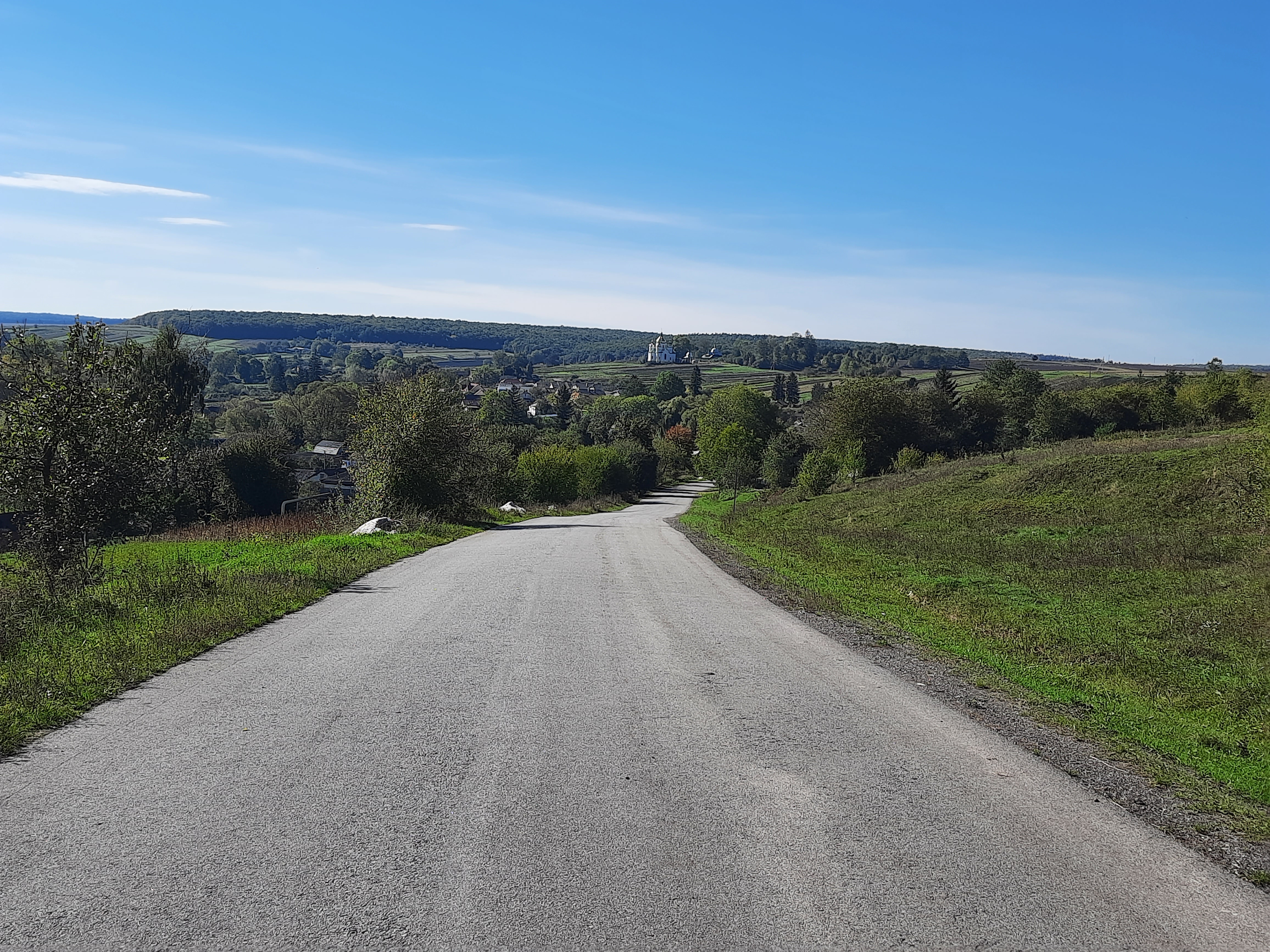
Дорога в село
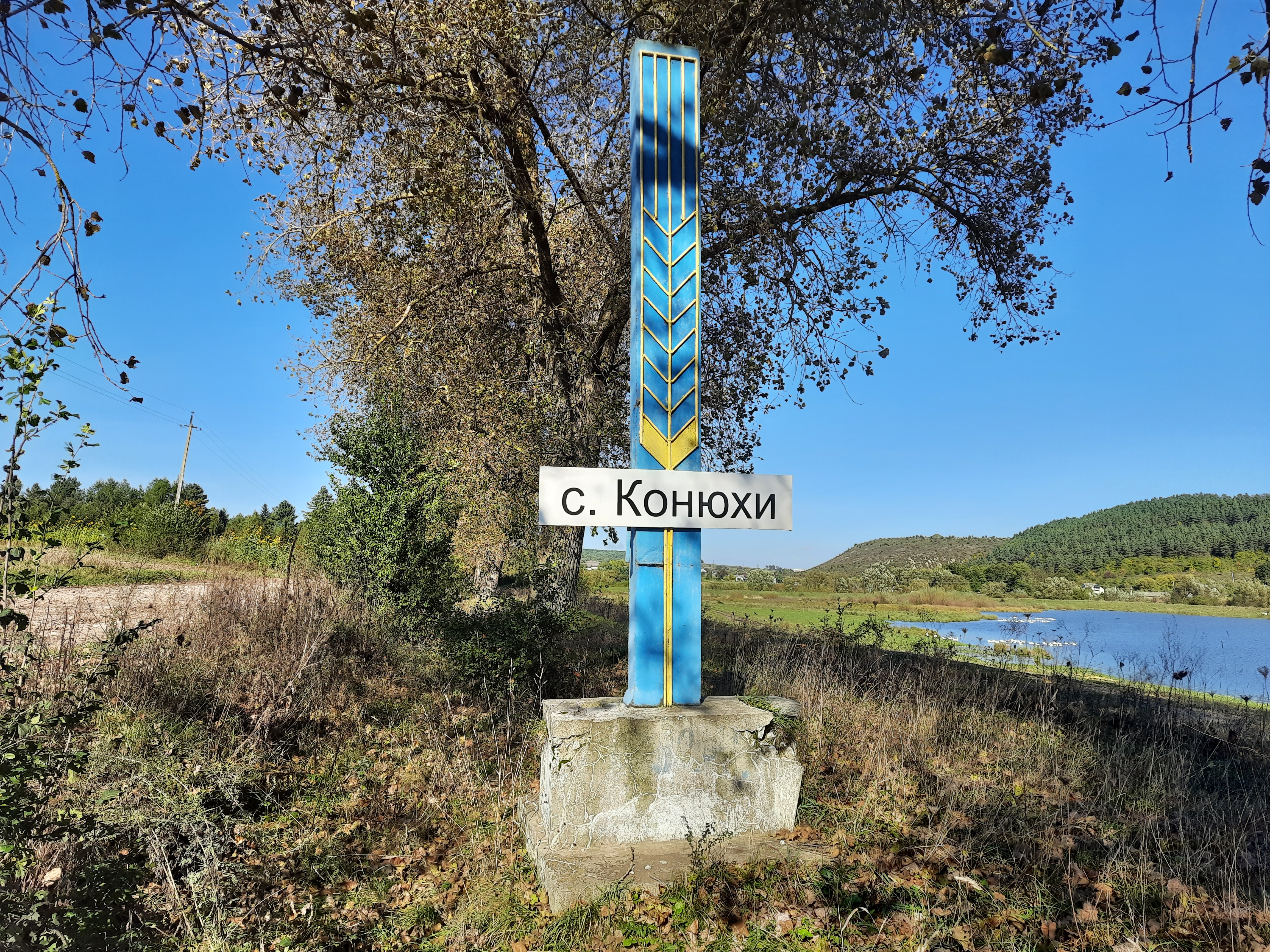
Знак при в'їзді в село
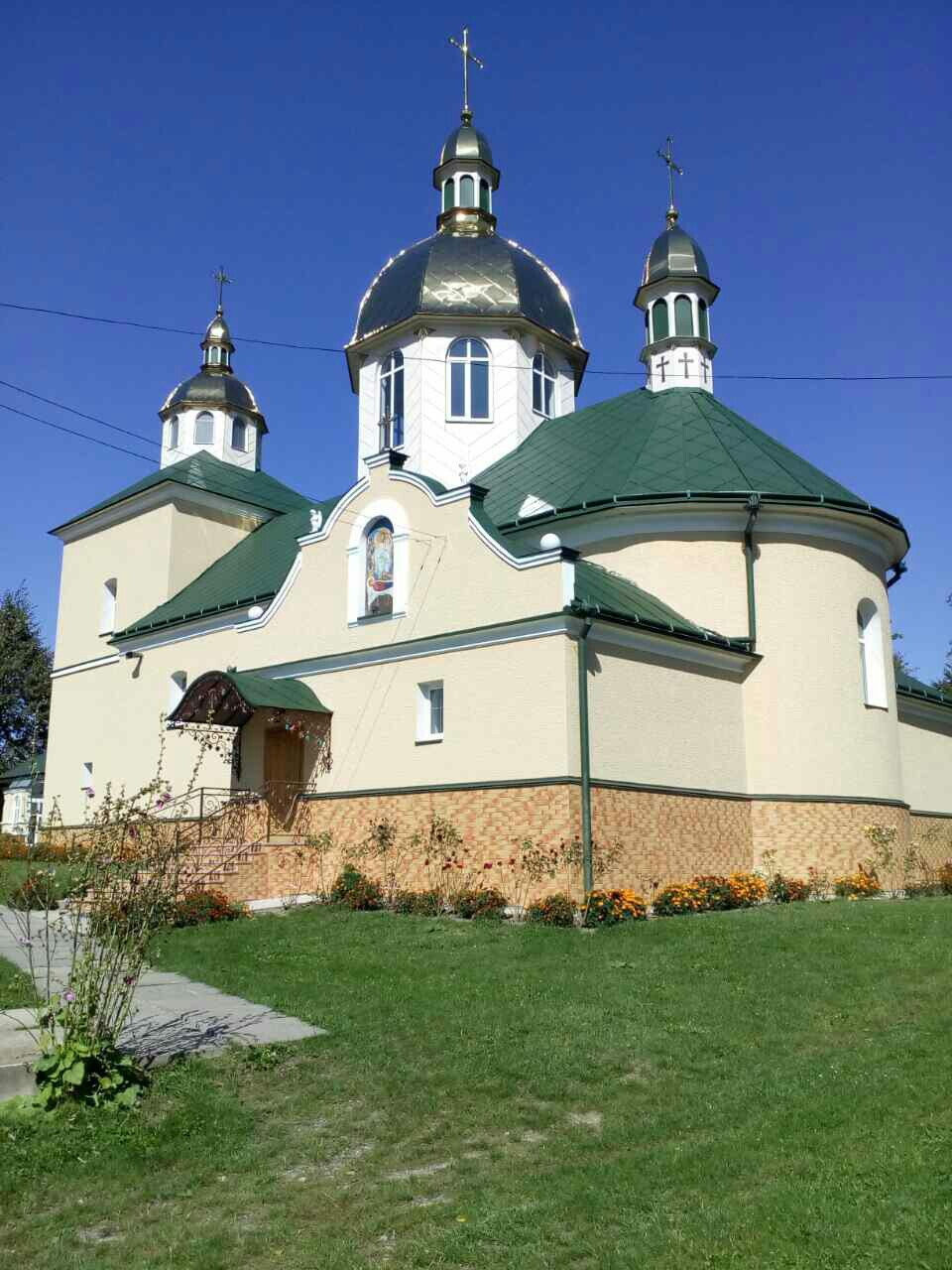
Успенська церква
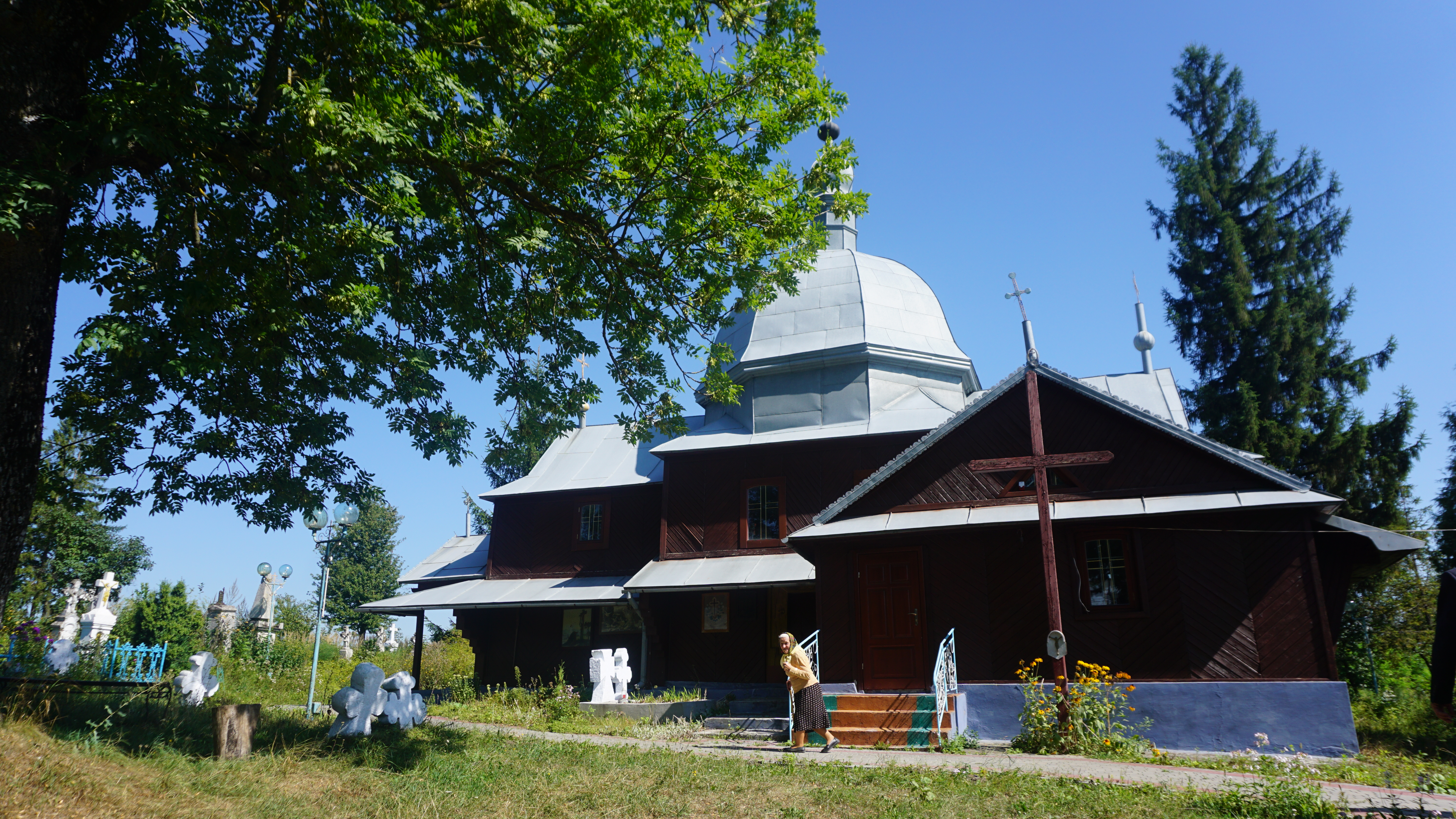
Церква Зіслання Святого Духа
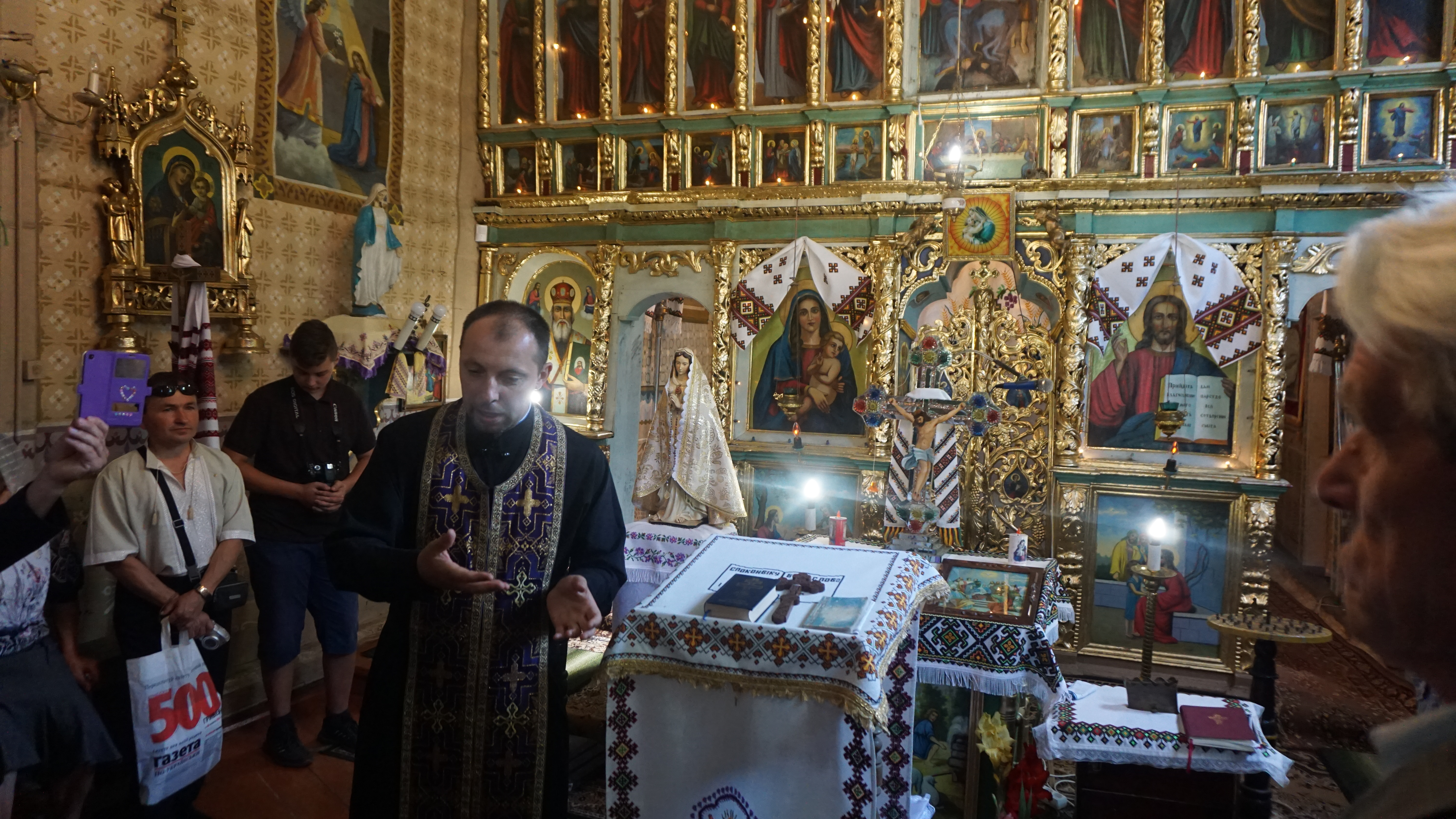
Церква Зіслання Святого Духа (всередині храму)
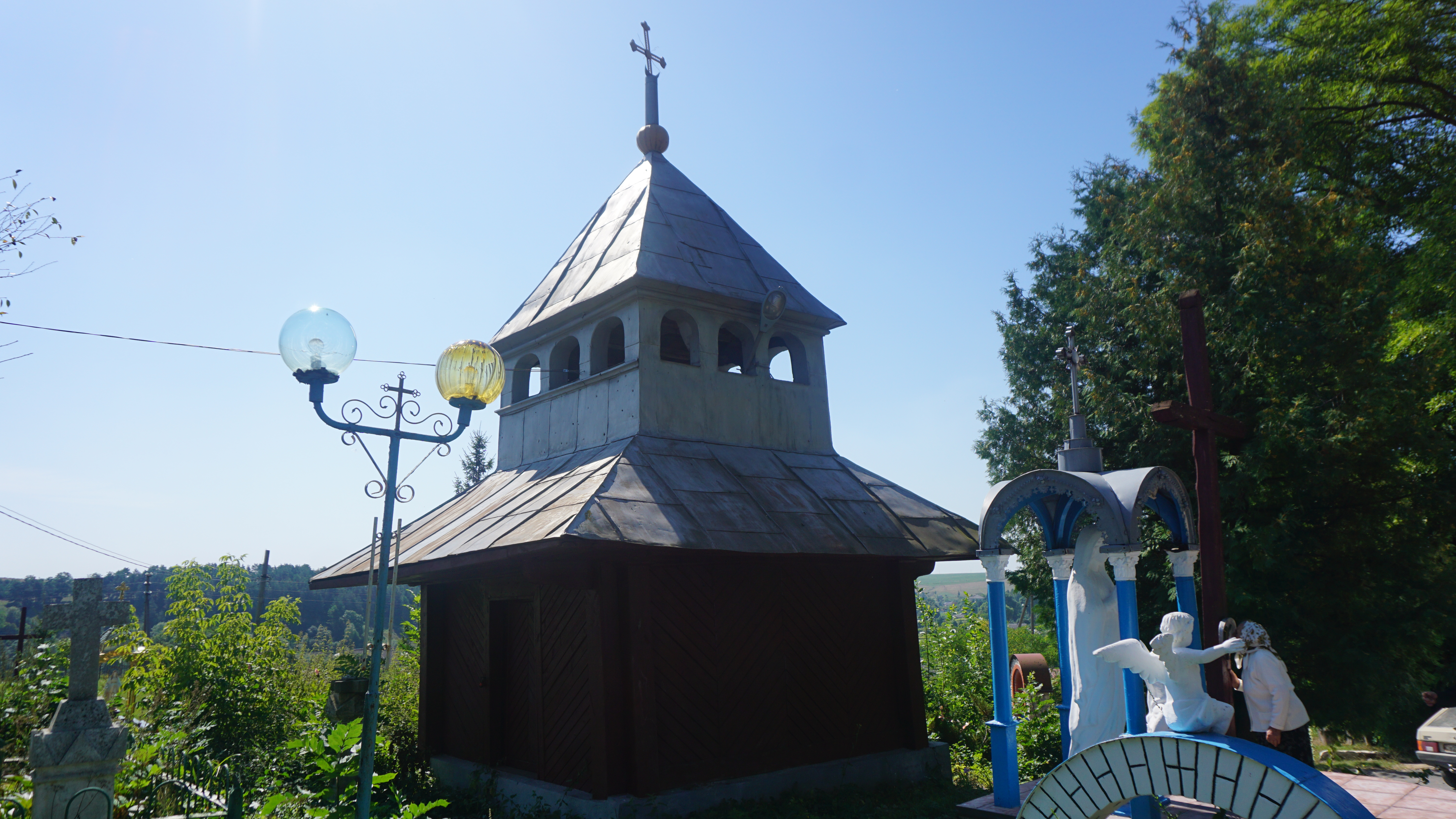
Дзвіниця церкви Зіслання Святого Духа
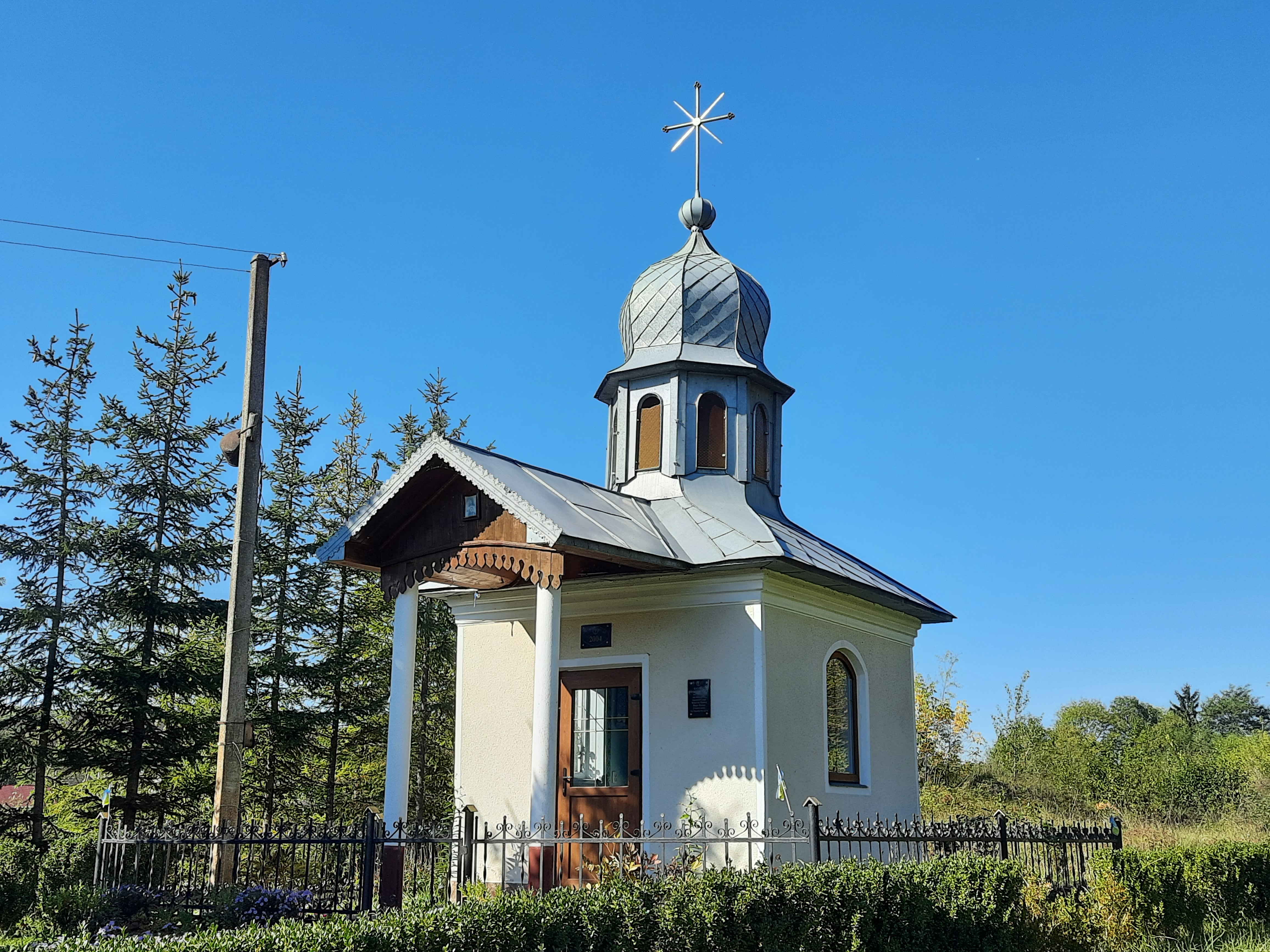
Капличка Івана Богослова
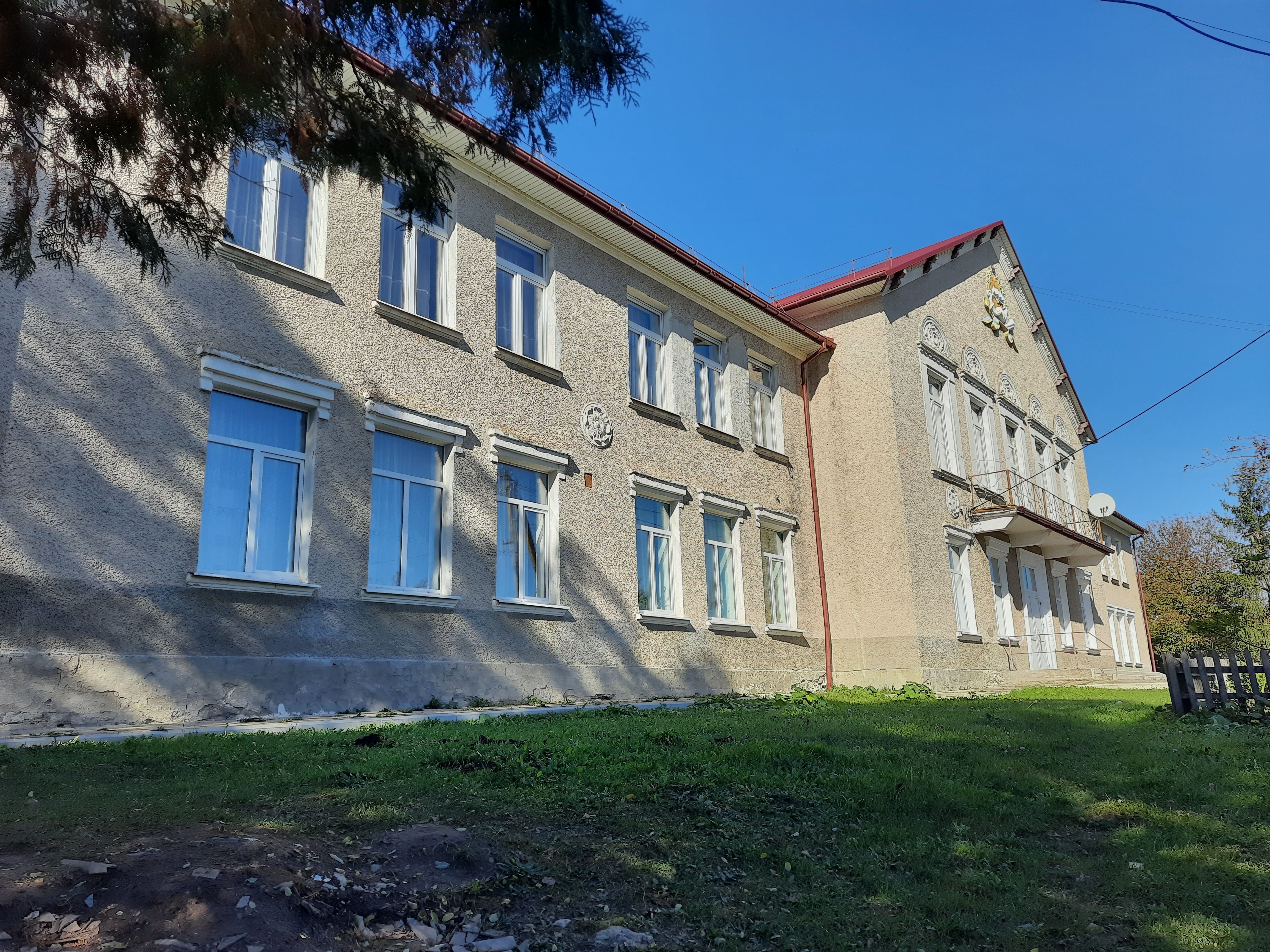
Школа
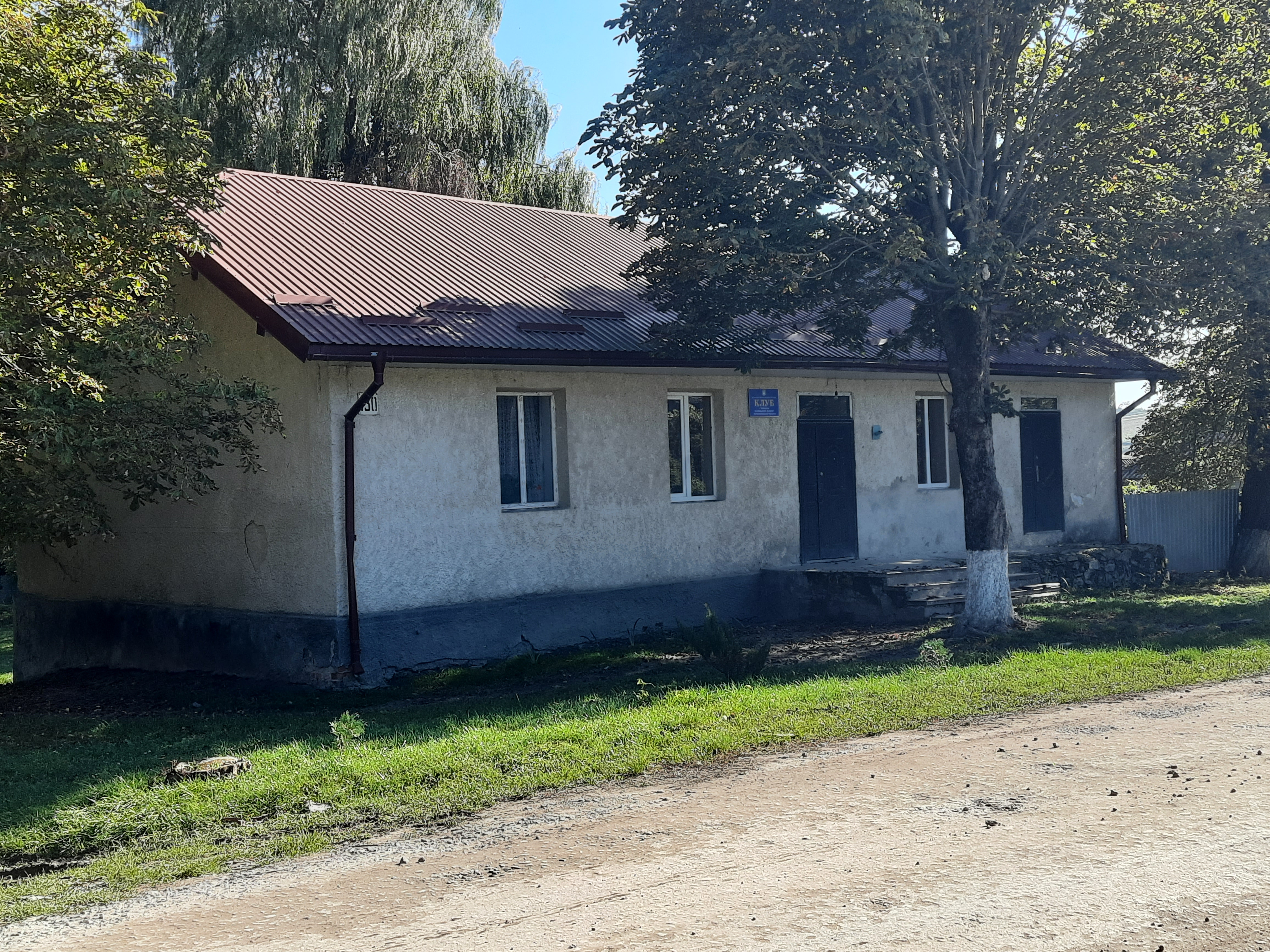
Клуб
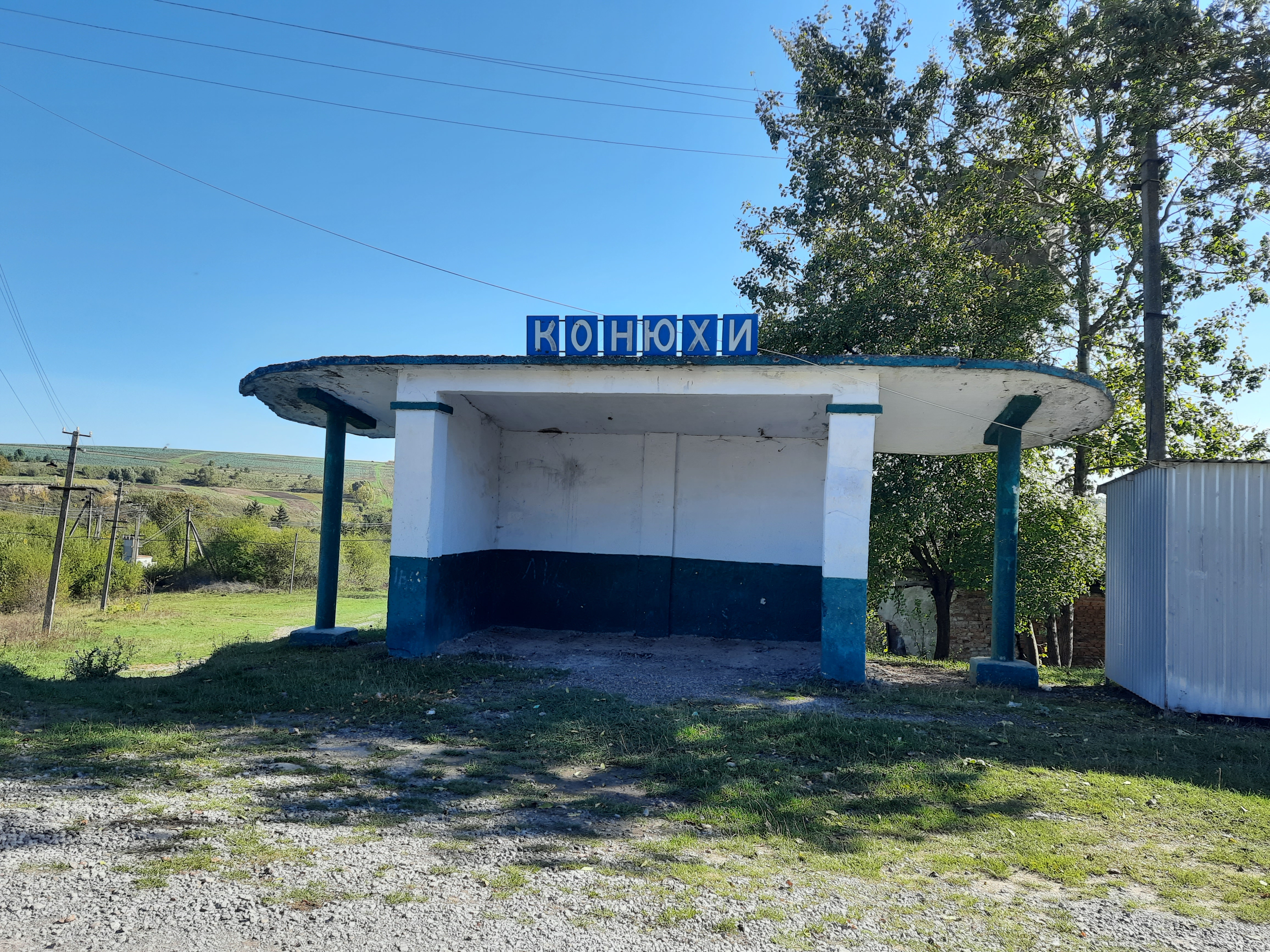
Автобусна зупинка
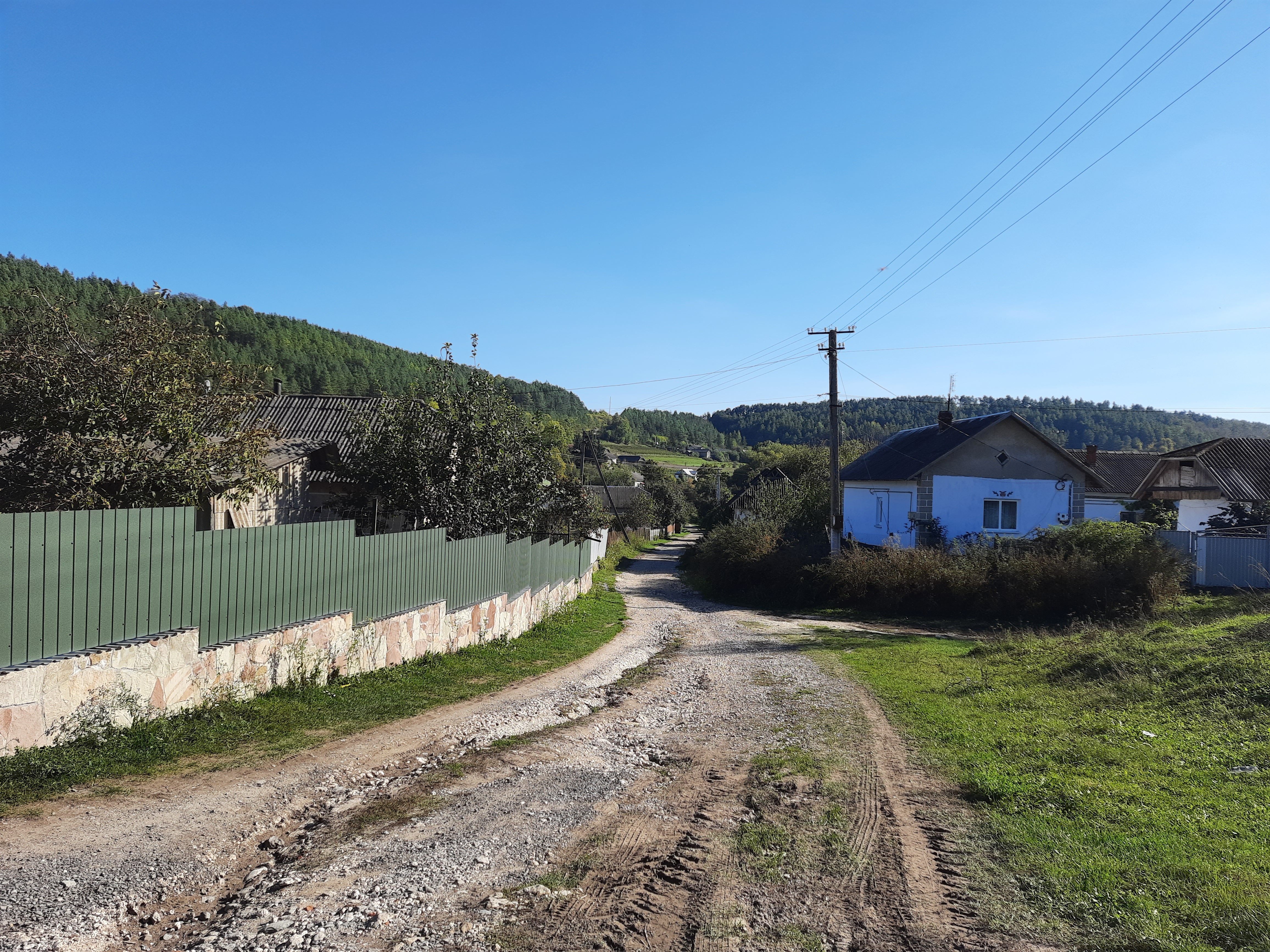
Сільський краєвид